# 延吉市帽儿山恐龙文化旅游区

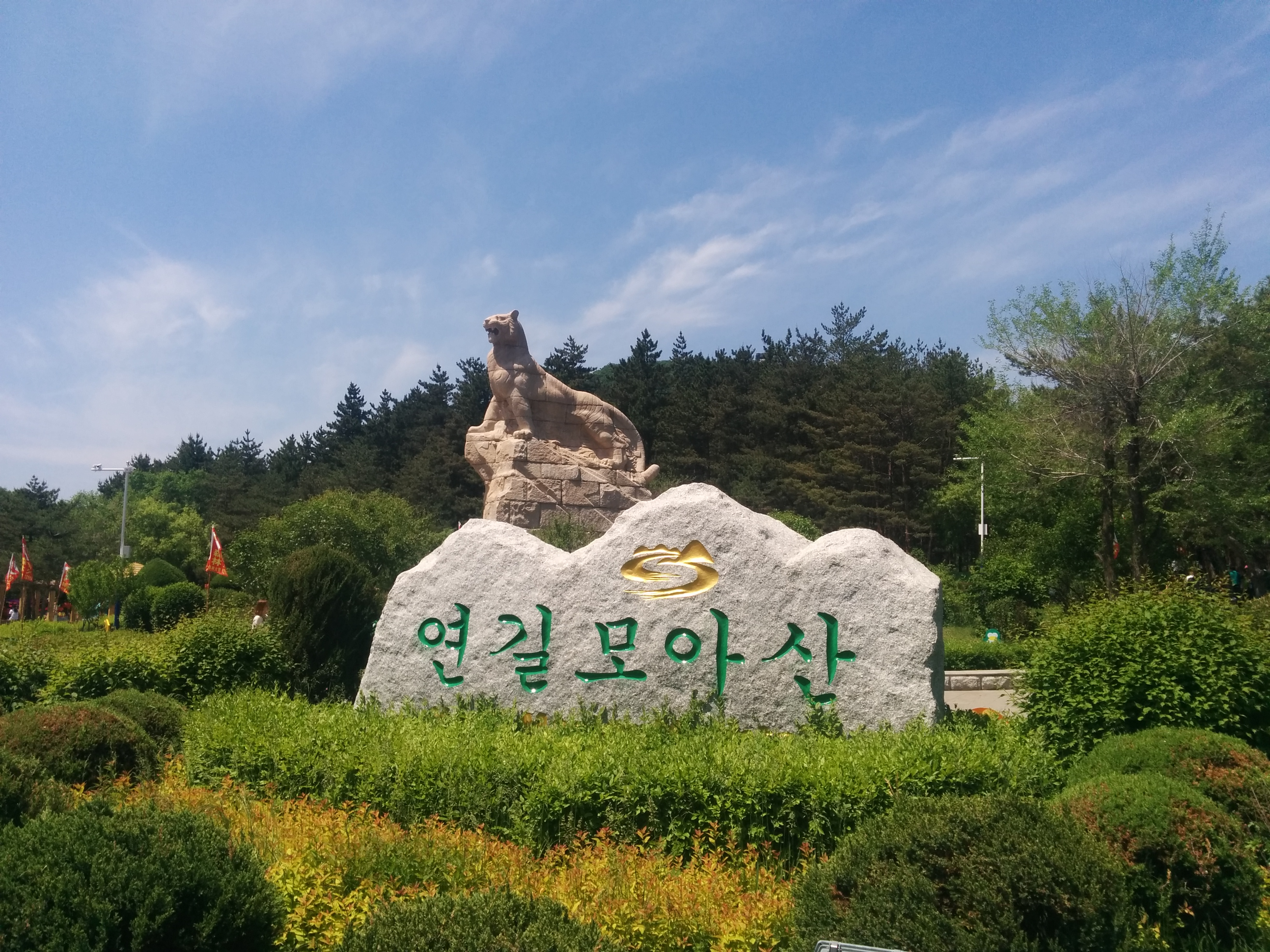
延吉帽儿山国家森林公园

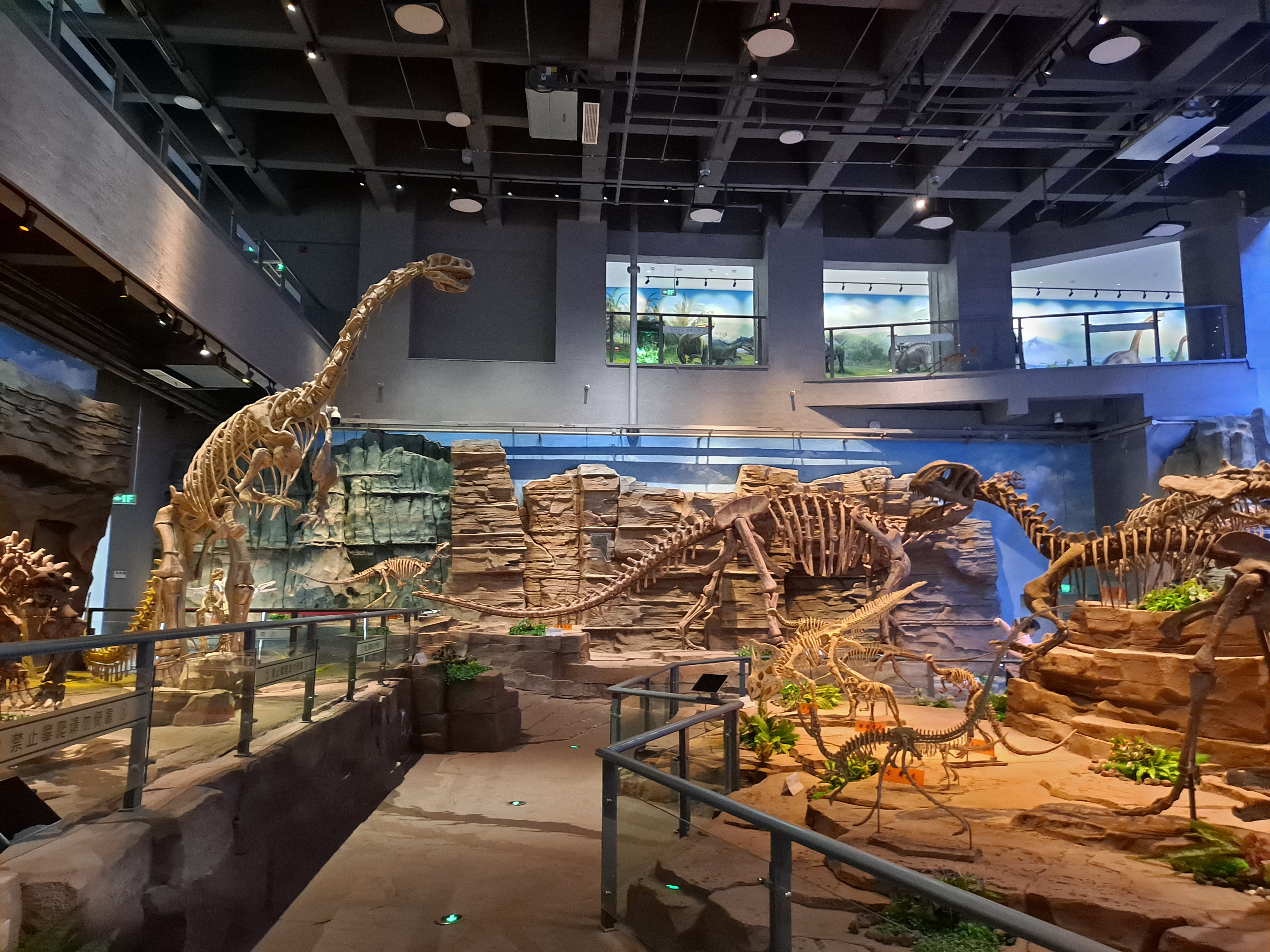
延吉恐龙博物馆

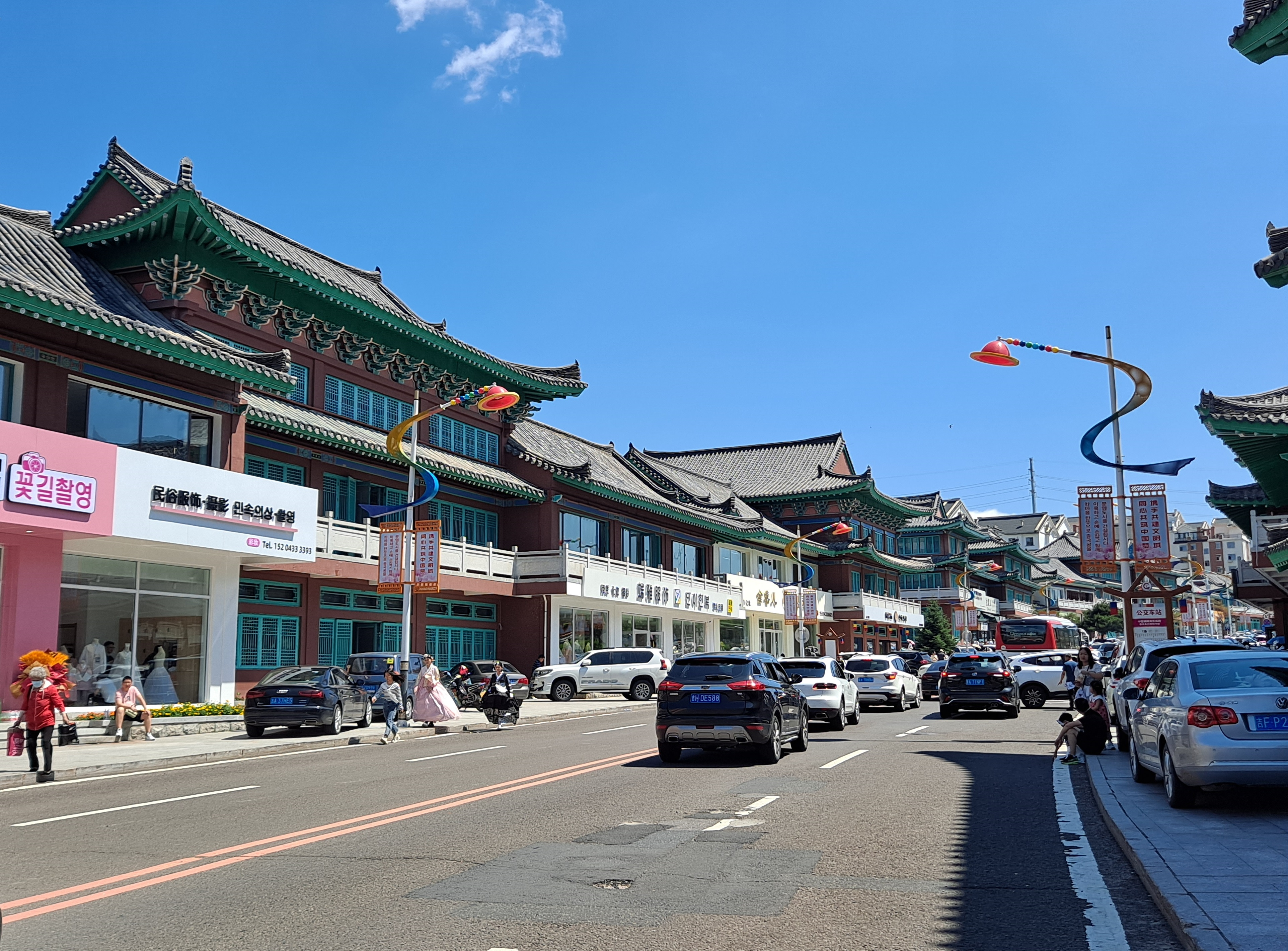
中国朝鲜族民俗园

延吉市帽儿山恐龙文化旅游区是中国吉林省延边朝鲜族自治州延吉市的一个国家4A级旅游景区。延吉市帽儿山恐龙文化旅游区占地约1.81平方公里，由恐龙文化、自然生态、民俗商业三大板块构成，主要景点有延吉恐龙博物馆、延吉恐龙王国、延吉帽儿山国家森林公园、中国朝鲜族民俗园等。。